# José Chamot
José Antonio Chamot (Concepción del Uruguay, 1969. május 17. –) korábbi argentin válogatott labdarúgó.
Az argentin válogatott tagjaként részt vett az 1994-es, az 1998-as és a 2002-es világbajnokságon illetve az 1995-ös konföderációs kupán, az 1995-ös Copa Américán és az 1996. évi nyári olimpiai játékokon.

## Sikerei, díjai
Lazio
- Olasz kupagyőztes (1): 1997–98

Milan
- Bajnokok ligája győztes (1): 2002–03
- Olasz kupagyőztes (1): 2002–03

Argentína
- Olimpiai ezüstérmes (1): 1996